# 잉글리쉬 브라이드
《잉글리쉬 브라이드》(The War Bride)는 영국에서 제작된 린던 추벅 감독의 2001년 드라마 영화이다. 벤 와인버거 등이 주연으로 출연하였고 더글러스 버퀴스트 등이 제작에 참여하였다.

## 출연

### 주연
- 벤 와인버거
- 캐롤라인 케이브

### 조연
- 줄리 콕스
- 로렌 딘
- 브렌다 프리커
- 안나 프릴
- 몰리 파커
- 아덴 영

## 한국어 더빙 성우진(KBS)
- 이선 - 릴리 (안나 프릴)
- 성완경 - 찰리 (아덴 영)
- 차명화 - 소피 (줄리 콕스)
- 김정미 - 베티 (브렌다 프리커)
- 은영선 - 실비아 (몰리 파커)
- 김승준 - 조 (로렌 딘)
- 김희선 - 페기 (캐롤라인 케이브)
- 조영호
- 안용욱

## 수상
이 영화는 22회 지니상에서 7개의 지니상을 받았다.
- Best Picture
- Best Actress (Friel)
- Best Supporting Actor (Dean)
- Best Supporting Actress (Fricker, Parker)
- Art Direction/Production Design (Ken Rempel)
- Costume Design (Howard Burden)

예술 감독/제작 디자인, 의상 디자인 부문에서도 수상했다.